# 제3해병군수단
제3해병군수단(3d Marine Logistics Group (3d MLG))은 해병공지임무대에서 군수전투부대 역할을 맡고 있는 지원부대로, 오키나와현 캠프 킨저에 본부를 두고 제3해병원정군 전체에 대해 군수 전반에 관련된 지원임무를 수행한다. 표어는 "Sustaining The Pacific→태평양을 지원한다"

## 역사
1958년 5월 1일, 오키나와현 캠프 커트니에서 함대해병군, 제3해병사단, 제3전력근무연대로 창설되었다.
1961년 11월, 캠프 스키란으로 이사하였다.
미국의 베트남 전쟁 개입으로 1965년 8월에 베트남 공화국에 전개한 제3해병사단이 오키나와에게서 떨어져 태평양 해병함대군 사령관의 작전통제를 놓였고, 일부의 예하부대가 1966년까지 베트남 전쟁에 참전하였다. 1966년 12월 29일에 캠프 스키란의 해병구역은 캠프 포스터로 바뀌었다.
1976년 3월 6일, 태평양 함대해병군, 제3전력근무지원단으로 개편되었다.
1978년 10월 오키나와 USAG (캠프) 마키미나토 보급지구로 이사했다. 2년 뒤, 마키미나토 보급지구는 캠프 킨저로 1980년 1월 21일에 바뀌었다.
1990년대에 들어 예하부대가 각종 작전에 파견되기 시작하였다. 걸프 전쟁의 사막 방패 작전과 사막 폭풍 작전에 1990년 8부터 1991년 4월까지, 그리고 1991년 4월부터 7월까지 필리핀의 격한철야 작전, 방글라데시의 바다천사 작전, 이라크의 안심제공 작전, 1992년 12월부터 1993년 5월까지 소말리아에서 희망회복 작전에 참가하였다.
테러와의 전쟁이 시작되자, 이라크 자유 작전과 항구적 자유 작전에 참가하였다.
쓰나미로 큰 피해를 본 스리랑카와 태국을 위한 통합원조 작전에 2004년 12월부터 2005년 2월까지 약 3개월간 참가하였다.
2005년 10월 28일, 제3해병군수단으로 개편되었다.

## 부대

### 현재
- 본부연대
- 제3전투군수연대
- 제35전투군수연대
- 제3의무대대
- 제3치의대대
- 제9공병지원대대

### 1976년 3월 6일
- 제3군수신속대응대대, 캠프 킨저
- 제3수송지원대대, 캠프 포스터
- 제3의무대대, 캠프 한센
- 제3치의대대, 캠프 포스터
- 제9공병지원대대, 캠프 한센
- 제36전투근무지원분견대, MCAS 이와쿠니
- 전자정비중대 (Electronics Maintenance Company (ELMACO)) - 캠프 킨저

## 기록

### 배속
- 제3해병사단, 1958년 5월 1일
- 태평양 해병함대군, 1965년 8월
- 제3해병원정군, 19??년

### 계보
- 1958년 5월 1일, 3rd Force Service Regiment (3rd FSR)→제3전력근무연대
- 1976년 3월 6일, 3rd Force Service Support Group (3rd FSSG)→제3전력근무지원단
- 2005년 3월 10일, 3d Marine Logistics Group (3d MLG)→제3해병군수단

### 표창
| 스트리머                               | 연도            |
| -------------------------------------- | --------------- |
| 해군부대표창 (Two Bronze Stars)        | 1980년 - 1984년 |
| 해군부대표창 (Two Bronze Stars)        | 1985년 - 1987년 |
| 해군부대표창 (Two Bronze Stars)        | 2001년 - 2003년 |
| 공훈부대표창 베트남 (Two Bronze Stars) | 1965년 ~ 1968년 |
| 공훈부대표창 베트남 (Two Bronze Stars) | 1968년 ~ 1971년 |
| 공훈부대표창 베트남 (Two Bronze Stars) | 1989년 ~ 1991년 |
| 국가방위근무 (Two Bronze Stars)        |                 |
| 테러와의 전쟁 복무훈장                 |                 |

## 참고
- “Command Lineage of 3D Marine Logistics Group” (영어). 2019년 8월 1일에 원본 문서에서 보존된 문서. 2019년 4월 6일에 확인함.
- “Honors and Awards” (영어). 2019년 8월 1일에 원본 문서에서 보존된 문서. 2019년 4월 6일에 확인함.
- “3d Force Service Support Group”. 《globalsecurity.org》 (영어). 2019년 4월 6일에 확인함.